# برج معاذ (مقاطعة فهرج)
برج معاذ (بالفارسية: برج معاذ) هي قرية تقع في البلدة المركزية في إيران. يقدر عدد سكانها بـ 1,302 نسمة .